# Стерджілл Сімпсон
Стерджілл Сімпсон (англ. Sturgill Simpson; (8 червня 1978 , Джексон, Кентуккі )) — американський кантрі-рок-музикант, актор.
Лауреат декількох нагород, включаючи три премії Americana Music Awards і номінацію на Премію «Греммі» за найкращий американський альбом (за диск Metamodern Sounds in Country Music).

## Біографія
Народився 8 липня 1978 року у місті Джексон, округ Бретітт, штат Кентуккі (США). Його батько служив у поліції у відділі по боротьбі з наркотиками, члени сім'ї матері працювали на шахті. Три роки відслужив на військовому флоті США United States Navy, жив в Японії, в штаті Вашингтоні і потім повернувся до рідного штату Кентуккі, в місто Лексінгтон.
Його альбом Metamodern Sounds in Country Music був названий журналом Rolling Stone одним з найкращих в 2014 році (№ 18 «50 Best Albums of 2014»), а також включений до списку NPR's 50 Favorite Albums of 2014.

## Дискографія

### Альбоми
- High Top Mountain (2013)
- Metamodern Sounds in Country Music (2014)
- A Sailor's Guide to Earth (2016)
- Sound & Fury (2019)
- Cuttin' Grass, Vol. 1: The Butcher Shoppe Sessions (2020)
- Cuttin' Grass, Vol. 2: The Cowboy Arms Sessions (2020)
- The Ballad of Dood and Juanita (2021)

### Сингли
- Living the Dream (2014)
- Turtles All the Way Down (2014)
- The Promise (2014)
- Brace for Impact (Live a Little) (2016)
- In Bloom (2016)
- Sing Along (2019)

## Фільмографія
| Рік  |    | Українська назва       | Оригінальна назва          | Роль               |
| ---- | -- | ---------------------- | -------------------------- | ------------------ |
| 2011 | ф  |                        | Orca Park                  | Джексон            |
| 2018 | кф |                        | Black Hog Gut              | Top Hat            |
| 2018 | с  |                        | One Dollar                 | Кен Фрай (5 серій) |
| 2019 | ф  | Мертві не помирають    | The Dead Don't Die         | зомбі              |
| 2019 | ф  |                        | Queen & Slim               | офіцер Рід         |
| 2020 | ф  | Полювання              | The Hunt                   | Містер Вімпер      |
| 2020 | ф  |                        | Materna                    | Пол                |
| 2023 | ф  | Вбивці квіткової повні | Killers of the Flower Moon | Генрі Грамммер     |
| 2023 | с  |                        | The Righteous Gemstones    | Маршал (8 серій)   |
| 2023 | ф  | Творець                | The Creator                | Дрю                |

## Нагороди та номінації
| Рік  | Асоціація              | Категорія                                                    | Результат |
| ---- | ---------------------- | ------------------------------------------------------------ | --------- |
| 2014 | Americana Music Awards | Emerging Artist of the Year                                  | Перемога  |
| 2015 | Americana Music Awards | Artist of the Year                                           | Перемога  |
| 2015 | Americana Music Awards | Song of the Year («Turtles All the Way Down»)                | Перемога  |
| 2015 | Grammy Awards          | Best Americana Album                                         | Номінація |
| 2017 | Grammy Awards          | Найкращий альбом року                                        | Номінація |
| 2017 | Grammy Awards          | Найкращий кантрі-альбом                                      | Перемога  |
| 2017 | UK Americana Awards    | International Song of the Year — Welcome To Earth (Pollywog) | Номінація |
| 2017 | UK Americana Awards    | International Artist of the Year                             | Перемога  |
| 2017 | UK Americana Awards    | International Album of the Year                              | Номінація |
| 2017 | Americana Music Awards | Album of the Year (A Sailor's Guide to Earth)                | Перемога  |
| 2017 | Americana Music Awards | Artist of the Year                                           | Номінація |
| 2017 | Americana Music Awards | Song of the Year («All Around You»)                          | Номінація |